# The Jags
 (octobre 2016).
Si vous disposez d'ouvrages ou d'articles de référence ou si vous connaissez des sites web de qualité traitant du thème abordé ici, merci de compléter l'article en donnant les références utiles à sa vérifiabilité et en les liant à la section « Notes et références ».

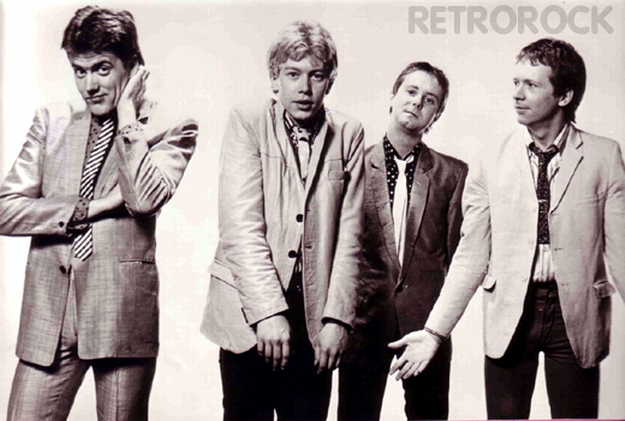
Nick Watkinson (vocals), John Alder (guitar/backing vocals), Steve Prudence (bass), Neil Whittaker (drums)

The Jags est un groupe de power pop formé en 1977, fondé par Nick Watkinson (chant et guitare rythmique) et John Adler (guitare solo). Originaire du Yorkshire, le groupe connu un bref succès à la fin des années 1970 avec le single Back of My Hand qui atteignit la 17e place des charts anglais en 1979.
Le single leur permit de faire Top of the Pops à deux reprises, émission culte en Grande-Bretagne. Le single qui suivit, Woman's World, n'eut pas le même succès mais atteignit tout de même la 32e place de charts. En 1981, Alors que le mouvement power pop semblait battre de l'aile, The Jags sortirent leur deuxième No Tie Like a Present qui présente un son plus moderne que son prédécesseur. Emmené par le single The Sound Of G O O D B Y E, L'album sera accueilli dans l’indifférence aussi bien de la presse que du public. Le groupe se sépara en 1982,.